# Revoltas de Drenica-Metóquia
As Revoltas de Drenica-Metóquia foram uma série de revoltas albanesas nas regiões de Drenica e Metóquia, no Kosovo, de 1919 a 1924. As revoltas começaram após o fim da Primeira Guerra Mundial, quando o Kosovo permaneceu parte do novo Reino da Iugoslávia. Partes da população albanesa que resistiram ao domínio iugoslavo formaram o Movimento Kachak sob a liderança do Comitê para a Defesa Nacional do Kosovo e conduziram ataques de guerrilha. Uma revolta de 1919 em Drenica envolvendo 10.000 pessoas foi reprimida pelo Exército Real Iugoslavo, mas as revoltas continuaram nos anos seguintes.
Em resposta às rebeliões, as autoridades iugoslavas retaliaram conduzindo operações contra os rebeldes e a população civil. Durante este período, foram relatadas muitas atrocidades contra a população albanesa, que incluíram massacres, destruição de aldeias e saques. Estima-se que aproximadamente 12.000 albaneses do Cossovo foram mortos entre 1918 e 1921. Em 1924, os confrontos militares entre albaneses e sérvios terminaram quando o Movimento Kachak foi efetivamente suprimido.

## Prelúdio
Antes da criação do Estado Independente da Albânia, o Cossovo tinha sido um centro do nacionalismo albanês. Em 1878 foi formada a Liga de Prizren, uma organização político-militar de líderes albaneses que tentava defender as terras habitadas albanesas. Foi também o centro da revolta albanesa de 1910 e 1912. Apesar de ter uma população de maioria albanesa de 70%, tinha uma minoria de 30% de não-albaneses (principalmente sérvios), que desejavam ingressar no Reino da Sérvia.
Muitos albaneses no Kosovo e na Albânia resistiram à incorporação nos regimes iugoslavos, em constante mudança, sabendo que as novas forças iugoslavas eram as mesmas tropas servo-montengrinas que tinham cometido massacres de civis indefesos. Os albaneses consideravam a coexistência pacífica como inatingível, dado o terror e a violência que vivenciaram.
Após a Primeira Guerra Mundial, a Sérvia sofreu muito com a ocupação austro-húngara e o Kosovo viu confrontos entre albaneses e sérvios. Em 1918, os Aliados da Primeira Guerra Mundial recompensaram a Sérvia pelo seu esforço com a formação de um Reino de Sérvios, Croatas e Eslovenos centralizado na Sérvia, que manteve o Kosovo como parte da Sérvia. As condições para os albaneses do Kosovo deterioraram-se à medida que as autoridades sérvias implementaram tácticas de assimilação, como o encerramento de escolas de língua albanesa, ao mesmo tempo que encorajavam os albaneses a emigrar. O Reino promoveu a fixação de colonos sérvios e eslavos no Kosovo, iniciando assim a colonização iugoslava do Kosovo. 
Partes da população albanesa que resistiram ao domínio sérvio no Kosovo iniciaram manobras militares e formaram o Movimento Kachak. Sob a liderança política de Hasan Prishtina e Bajram Curri, o movimento se baseou em Shkodër e foi liderado pela organização Comitê para a Defesa Nacional do Kosovo formada em 1 de maio de 1918.   Entre as suas exigências estavam a reabertura das escolas de língua albanesa, o reconhecimento do albanês como língua co-oficial e a autonomia,  com o objetivo de unir o Kosovo à Albânia. 

## Eventos
Em 6 de maio de 1919, o Comitê apelou a uma revolta geral no Kosovo. Isto levou a uma revolta em grande escala em Drenica, envolvendo cerca de 10.000 pessoas sob o comando de Azem Galica, que foi reprimida pelo Exército Real Iugoslavo.  Apesar da revolta ter sido esmagada, a sua opressão brutal daria início a várias outras revoltas ao longo de 1920-1921.
Os Kachaks envolveram-se em revoltas, tendo como alvo o exército sérvio e formações administrativas, mas proibiram os seus membros de atacar sérvios desarmados e igrejas.   As autoridades sérvias consideraram-nos meros bandidos e, em resposta à sua rebelião, retaliaram conduzindo operações contra eles, bem como contra a população civil. 
Em novembro de 1921, a Liga das Nações autorizou a criação da Zona Neutra de Junik, que incluía algumas aldeias ao redor de Junik e das Terras Altas de Djakovica ao longo da fronteira do Kosovo com a Albânia.  A zona seria usada para abastecer os Kachaks e colocar em risco os iugoslavos.  No final de 1921, as forças iugoslavas tentaram invadir a Zona Neutra e Drenica, mas foram repelidas pelas forças albanesas sob o comando de Azem Galica.
Só com a chegada de Ahmet Zogu à Albânia pela Iugoslávia em 1924, o assassinato da liderança do Comité do Kosovo e a morte de Azem Galica no campo de batalha é que a Zona Neutra e as rebeliões chegariam ao fim.

## Consequências
De acordo com Sabrina P. Ramet, aproximadamente 12.000 albaneses foram mortos em Kosovo entre 1918 e 1921.  Fontes albanesas afirmam que 12.346 pessoas foram mortas.   Mais de 6.000 albaneses foram mortos pelas forças iugoslavas em janeiro e fevereiro de 1919.  Cerca de 2.000 “patriotas albaneses” foram mortos no Kosovo entre 1919 e 1924. Este número aumentou para 3.000 entre 1924 e 1927. 
Após a chegada de Zogu, o Comitê do Kosovo e outros nacionalistas albaneses seriam assassinados pelos agentes de Zogu. Em 1924, os confrontos militares entre albaneses e sérvios terminaram quando o movimento Kachak foi efetivamente suprimido.  Após as revoltas, a colonização do Kosovo seria intensificada pelas autoridades jugoslavas e cerca de 58.263 colonos sérvios estabelecer-se-iam no Kosovo. Na Segunda Guerra Mundial, o Kosovo tornou-se parte da Albânia e, durante a ocupação do Kosovo, 70.000-100.000 sérvios foram deportados ou forçados a fugir pelas autoridades albanesas. As autoridades albanesas também visaram os colonos iugoslavos, ao mesmo tempo que traziam 72.000 colonos albaneses da Albânia para o Kosovo. 